# DN22B
De DN22B (Drum Național 22B of Nationale weg 22B) is een weg in Roemenië. Hij loopt van Brăila naar Galați. De weg is 15 kilometer lang.

## Europese wegen
De volgende Europese wegen lopen met de DN22 mee:
- Brăila - Galați (gehele route)
- Brăila - Galați (gehele route)